# ویلبرت سوورین
ویلبرت سوورین (انگلیسی: Wilbert Suvrijn؛ زادهٔ ۲۶ اکتبر ۱۹۶۲) بازیکن فوتبال اهل پادشاهی هلند است.
از باشگاه‌هایی که در آن بازی کرده‌است می‌توان به باشگاه فوتبال فورتونا سیتارد، باشگاه فوتبال رودا جی‌سی کرکراد، و باشگاه ورزشی مون‌پلیه اشاره کرد.
وی همچنین در تیم ملی فوتبال هلند بازی کرده‌است.